# 杰弗里·霍赫兰德
杰弗里·霍赫兰德（荷蘭語：Jeffrey Hoogland，1993年3月16日—），生于上艾瑟尔省希伦多恩奈弗达尔，荷兰男子自行车运动员。他一开始正式练习自行车时主攻的是小轮车，在青年时期，他曾有一段时间失去动力。后来他又多次摔倒，最终他放弃了小轮车，转攻场地自行车。